# Sicyodes arussiensis
Sicyodes arussiensis là một loài bướm đêm trong họ Geometridae.